# Presidente municipal de Culiacán
El Presidente Municipal de Culiacán es el titular que encabeza el poder ejecutivo del Municipio de Culiacán, en el estado de Sinaloa.      
Es el ejecutor de las determinaciones del Ayuntamiento, la administración pública municipal y encargado de velar por la correcta ejecución de los programas de obras y servicios municipales.  
El alcalde nombra a funcionarios, incluidos los secretarios que encabezan las diferentes secretarías y agencias paramunicipaleses del Municipio. Su sede se encuentra en el edificio del Ayuntamiento de Culiacán.
Es elegido mediante voto directo y universal. Una vez electo, entra en funciones el 1 de noviembre del año de la elección. Su cargo dura un periodo de tres años, de acuerdo con la ley actual, el alcalde tiene posibilidad de reelección inmediata. 
El actual presidente municipal es Juan de Dios Gámez Mendívil quien asumio por designación del Congreso del Estado de Sinaloa, luego del desafuero de Jesús Estrada Ferreiro.

## Naturaleza Jurídica

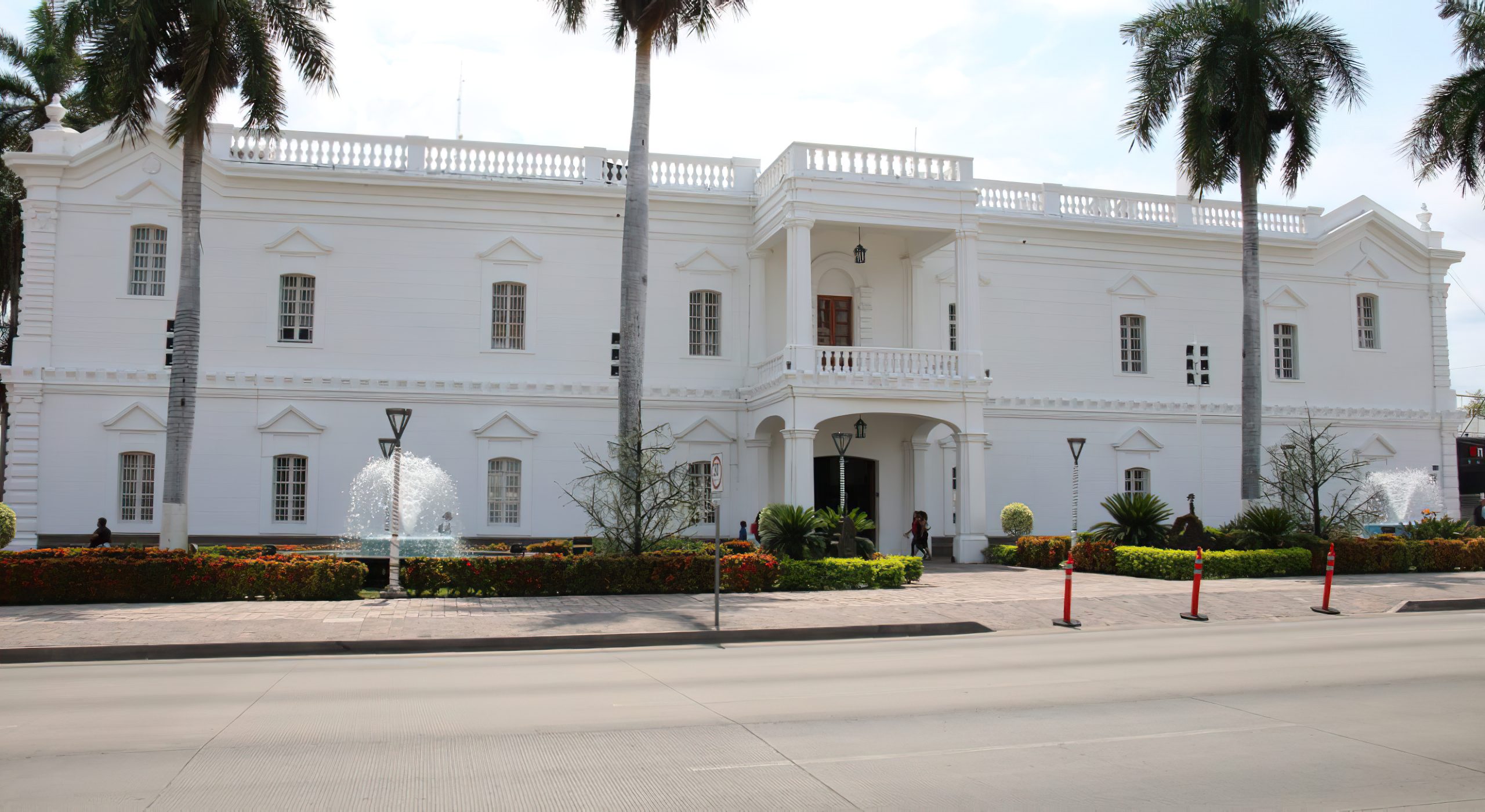
Edificio del Ayuntamiento de Culiacán, sede actual del Gobierno Municipal.

### Requisitos para acceder al cargo
Los requisitos para acceder al cargo Presidente Municipal se encuentran establecido en el artículo 116 de la Constitución del Estado de Sinaloa, que dispone lo siguiente:

Art. 116. Para ser presidente Municipal, además de los requisitos exigidos para ser Regidor, son necesarios los siguientes: 
- I. Tener 25 años cumplidos, cuando menos, en la fecha de la elección;
- II. Ser originario de la municipalidad que lo elija o vecino de ella cuando menos tres años anteriores a la elección siempre que sea ciudadano sinaloense por nacimiento o por vecindad, con residencia efectiva en el Estado en este último caso, no menor de cinco años inmediatamente anteriores al día de la elección.

### Facultades y obligaciones
Según el artículo 38 de la Ley de Gobierno Municipal de Estado de Sinaloa, son facultades y obligaciones del Presidente Municipal, las siguientes:  
- I. Dirigir el gobierno y la administración pública municipal y proponer al Ayuntamiento el nombramiento del Secretario del Ayuntamiento, del Tesorero y del Oficial Mayor, así como, nombrar y remover a los demás servidores públicos municipales;
- II. Presidir las sesiones y dirigir los debates del Ayuntamiento, tomando parte en las deliberaciones con voz y voto;
- III. Rendir en la primera sesión ordinaria del mes de diciembre, un informe por escrito ante el Cabildo sobre la situación que guarda la administración municipal, del cual se enviará copia al Ejecutivo y al Congreso del Estado para su conocimiento. Las Comisiones del Cabildo realizarán el análisis del informe y podrán solicitar al Presidente Municipal dentro de los quince días siguientes ampliar la información mediante pregunta por escrito y citar a los miembros de la Administración Pública Municipal, quienes comparecerán y rendirán informes bajo protesta de decir verdad. El ejercicio de estas atribuciones se realizará de conformidad con el reglamento que para tal efecto se emita;
- IV. Cumplir y hacer cumplir las disposiciones legales de los diversos ordenamientos municipales;
- V. Auxiliar a las autoridades federales en materia de culto religioso y disciplina externa, de acuerdo con lo dispuesto por el artículo 130 de la Constitución Política de los Estados Unidos Mexicanos;
- VI. Tener bajo su mando al personal de Seguridad Pública y Tránsito Municipal;
- VII. Imponer multas a los infractores de los reglamentos gubernativos y de policía, pero si el infractor no pagare la multa esta se permutará por el arresto correspondiente que en ningún caso excederá de treinta y seis horas. Si el infractor fuese jornalero, obrero o trabajador no podrá ser sancionado con multa mayor del importe de un día de salario. Tratándose de trabajadores no asalariados, la multa no excederá del equivalente a un día de su ingreso. En caso de infracciones en materia de tránsito, se aplicarán las sanciones que establezcan las disposiciones legales conducentes;
- VIII. Promover la capacitación y perfeccionamiento del personal administrativo, con objeto de mejorar la eficacia de sus funciones;
- IX. Vigilar que sean respetadas las jurisdicciones que se deriven de la división territorial del Municipio;
- X. Formular las observaciones que estime pertinentes a los acuerdos del Ayuntamiento, y en caso de que estos sean ratificados, cumplirlos debidamente, informando de su ejecución;
- XI. Tomar la protesta de Ley al personal al servicio del Ayuntamiento;
- XII. Someter a la aprobación del Ayuntamiento el presupuesto anual de egresos y la iniciativa de Ley de Ingresos del ejercicio correspondiente que deberá presentarse al Congreso del Estado, sujetándose a lo previsto en el Artículo 124 de la Constitución del Estado y en las demás disposiciones constitucionales y legales aplicables;
- XIII. Vigilar que la recaudación en todos los ramos de la hacienda municipal se realice con exactitud, cuidando que los egresos se efectúen con estricto apego al presupuesto;
- XIV. Librar con el Regidor Comisionado de Hacienda, las órdenes de pago a la Tesorería Municipal;
- XV. Prevenir y combatir la práctica de juegos prohibidos de acuerdo con la ley de la materia;
- XVI. Solicitar del Ejecutivo del Estado, en casos especiales, el auxilio de las policías estatales;
- XVII. Visitar cuando menos dos veces al año, los centros poblados del Municipio para enterarse del estado que guardan los servicios públicos y conocer *los problemas que presenten los vecinos;
- XVIII. Mantener el orden público, previendo o impidiendo los actos que puedan perturbar la paz y la tranquilidad pública;
- XIX. Aplicar y calificar en su caso las sanciones por infracciones a las leyes, reglamentos y demás disposiciones, en los términos que tales ordenamientos establezcan;
- XX. Prestar auxilio a las autoridades federales y estatales en el ejercicio de sus funciones;
- XXI. Atender la conscripción militar nacional, en auxilio de las autoridades y conforme a la Ley relativa; y
- XXII. Las demás que establezcan esta Ley u otras disposiciones legales.

## Gabinete

### Secretarias Municipales
Secretarias que integran el periodo 2018-2021:
- Secretaría del Ayuntamiento
- Secretaría de la Presidencia
- Secretaría de Seguridad Pública y Tránsito Municipal
- Secretaría de Desarrollo Económico Municipal
- Secretaría de Obras y Servicios Públicos
- Secretaría de Bienestar
- Secretaría de Desarrollo Urbano Sustentable
- Tesorería Municipal

### Paramunicipales
Paramunicipales que integran el periodo 2018-2021:
- JAPAC
- Instituto Municipal De Cultura
- Parque Municipal Ernesto Millán Escalante
- Zoológico De Culiacán
- Instituto Municipal Del Deporte Y La Cultura Física
- Instituto Municipal De La Juventud
- Instituto Municipal De Las Mujeres
- Instituto La Crónica De Culiacán
- Instituto De Vivienda
- Instituto Municipal De Planeación Urbana De Culiacán
- Comisión Municipal de Desarrollo de Centros Poblados
- DIF Culiacán
- Centro Cívico Constitución
- Rastro Del Municipio De Culiacán
- Modular Inés Arredondo